# Lecanora collatolica
Lecanora collatolica är en lavart som beskrevs av J. W. Thomson & T. H. Nash. Lecanora collatolica ingår i släktet Lecanora och familjen Lecanoraceae.   Inga underarter finns listade i Catalogue of Life.